# Oberbach (Wildflecken)
Oberbach ist ein Gemeindeteil des Marktes Wildflecken im unterfränkischen Landkreis Bad Kissingen in Bayern.

## Geschichte

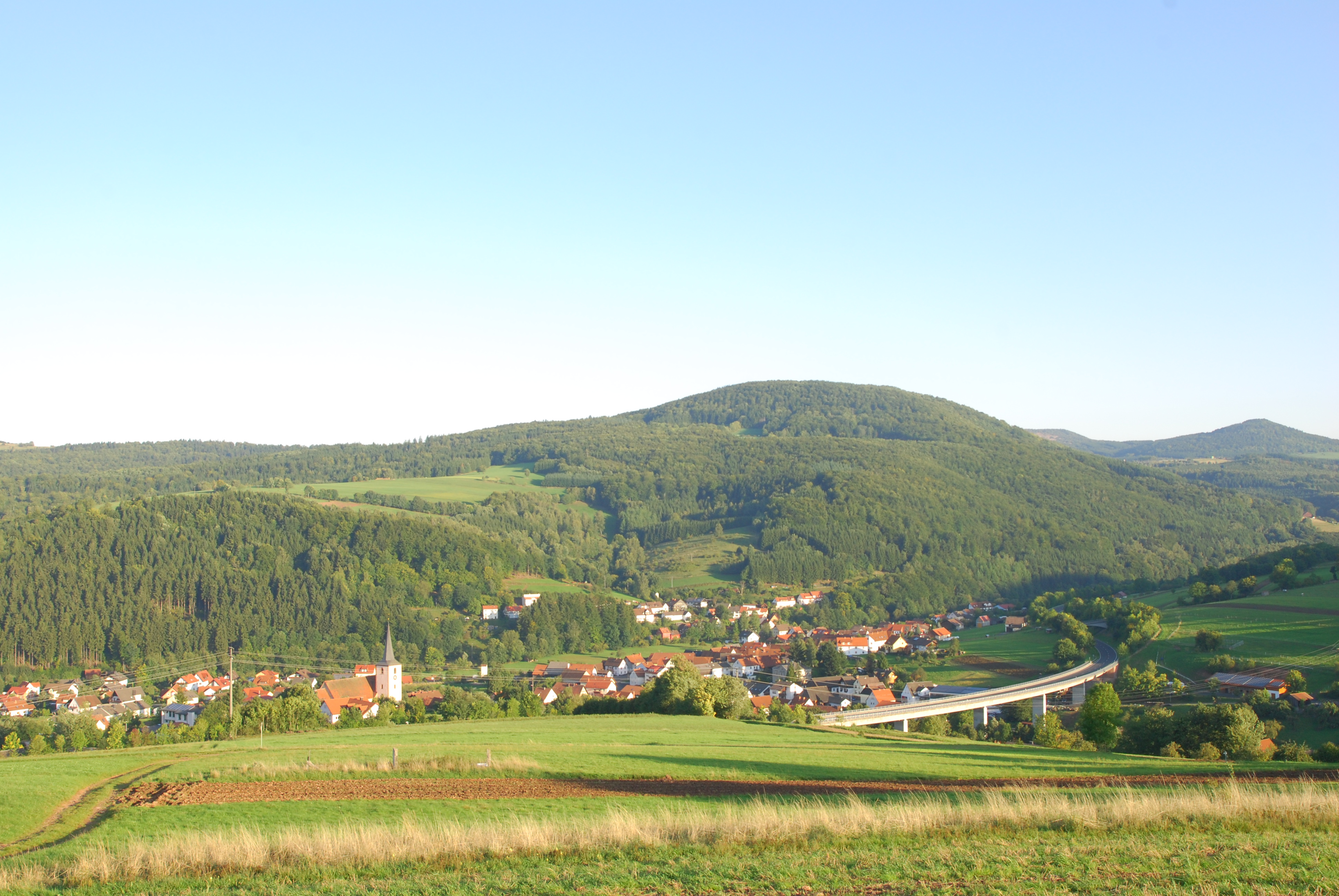
Oberbach, Blick von Süd

Oberbach entstand aus wilden, aber durch die Amtsmänner von Bischofsheim geduldeten Ansiedlungen, die der ersten bekannten Erwähnung zufolge in den Jahren 1534/1535 ihren Anfang nahmen. Die rechtliche Anerkennung der Ansiedlung erfolgte 1546.
Zunächst gehörte Oberbach zur Pfarrei Bischofsheim, bis es im Jahr 1590 selbstständige Pfarrei wurde. Im Jahr 1764 erhielt Oberbach das Marktrecht.
Im Jahr 1826 entstand die örtliche Schule, die 1879 baulich erweitert wurde. Im Jahr 1926 bekam Oberbach eine Wasserleitung; 1936 begann der Straßenbau.
Durch die Anlage des Truppenübungsplatzes Wildflecken wanderten die Einwohner der bis dahin nach Oberbach ausgerichteten Orte Altglashütten, Reußendorf, Rothenrain und Silberhof nach Wildflecken ab, wodurch Oberbach an Bedeutung verlor.
In den Jahren 1961 und 1962 entstand die örtliche Volksschule, die jedoch 1969 durch die Einrichtung neuer Volksschulverbände aufgelöst wurde.
Am 1. Mai 1978 wurde Oberbach im Rahmen der Gebietsreform in Bayern nach Wildflecken eingemeindet.

## Tourismus und Wanderwege
Am südlichen Ortseingang ist das Biosphärenzentrum Rhön „Haus der Schwarzen Berge“ angesiedelt, ein Informations- und Veranstaltungszentrum mit Regionalwarenladen, Cafeteria und Sonnenterrasse. Es ist Ausgangspunkt der zertifizierten Wanderwege „Extratour Basaltweg“ und „Extratour Hüttentour“. 
Gegenüber befindet sich ein Wohnmobilstellplatz mit Aussicht auf das Sinntal. Durch den Ort führt zudem der Fränkische Marienweg.